# Copa de Campeones A3 2005
La Copa de Campeones A3 2005 fue la tercera edición de la Copa de Campeones A3. Fue celebrada desde el 13 al 19 de febrero de 2005 en Seogwipo, Corea del Sur.

## Participantes
- Suwon Samsung Bluewings – Campeón de la K League 2004
- Pohang Steelers – Subcampeón de la K League 2004
- Shenzhen Jianlibao – Campeón de la Superliga de China 2004
- Yokohama F. Marinos – Campeón de la J. League Division 1 2004

## Posiciones
| Pos. | Equipo                      | Pts. | PJ | G | E | P | GF | GC | Dif. |
| ---- | --------------------------- | ---- | -- | - | - | - | -- | -- | ---- |
| 1    | Suwon Samsung Bluewings (C) | 7    | 3  | 2 | 1 | 0 | 8  | 4  | +4   |
| 2    | Pohang Steelers             | 5    | 3  | 1 | 2 | 0 | 5  | 3  | +2   |
| 3    | Yokohama F. Marinos         | 4    | 3  | 1 | 1 | 1 | 4  | 4  | 0    |
| 4    | Shenzhen Jianlibao          | 0    | 3  | 0 | 0 | 3 | 1  | 7  | −6   |

 Fuente: 2005 A3 Champions Cup - Goal2002.com

### Resultados
Los horarios corresponden a la hora local de Corea del Sur (KST) – UTC+9
| 13 de febrero de 2005, 13:30 | Pohang Steelers | 1:1 (0:1) | Yokohama F. Marinos | Estadio Mundialista de Jeju, Seogwipo |                                 |
|                              | Santos 64'      |           | Shimizu 3'          | Asistencia: 27.573 espectadores       | Asistencia: 27.573 espectadores |

| 13 de febrero de 2005, 16:00 | Shenzhen Jianlibao | 1:3 (1:3) | Suwon Samsung Bluewings      | Estadio Mundialista de Jeju, Seogwipo |  |
|                              | Yang Chen 6'       |           | Nádson 3', 26' · D.E. Kim 5' |                                       |  |

| 16 de febrero de 2005, 16:30 | Yokohama F. Marinos        | 2:0 (0:0) | Shenzhen Jianlibao | Estadio Mundialista de Jeju, Seogwipo |  |
|                              | Ueno 46' · Kumabayashi 63' |           |                    |                                       |  |

| 16 de febrero de 2005, 19:00 | Suwon Samsung Bluewings | 2:2 (2:0) | Pohang Steelers               | Estadio Mundialista de Jeju, Seogwipo |  |
|                              | Nádson 27', 30'         |           | M.K. Moon 81' · Y.C. Back 89' |                                       |  |

| 19 de febrero de 2005, 13:30 | Suwon Samsung Bluewings        | 3:1 (1:1) | Yokohama F. Marinos | Estadio Mundialista de Jeju, Seogwipo |                                 |
|                              | Nádson 16', 85' · D.H. Kim 51' |           | Ōshima 20'          | Asistencia: 24.718 espectadores       | Asistencia: 24.718 espectadores |

| 19 de febrero de 2005, 16:00 | Pohang Steelers             | 2:0 (1:0) | Shenzhen Jianlibao | Estadio Mundialista de Jeju, Seogwipo |  |
|                              | Da Silva 9' · Y.C. Back 88' |           |                    |                                       |  |

## Premios

### Campeón
|                                                     |
| Bandera de Corea del Sur                            |
| Campeón invicto Suwon Samsung Bluewings 1.er título |

### Distinciones individuales
| Máximo goleador          | Jugador Más Valioso      |
| ------------------------ | ------------------------ |
| Nádson (Suwon Bluewings) | Nádson (Suwon Bluewings) |

## Máximos goleadores
| Pos | Jugador            | Equipo                  | Goles |
| --- | ------------------ | ----------------------- | ----- |
| 1   | Nádson             | Suwon Samsung Bluewings | 6     |
| 2   | Back Young-chul    | Pohang Steelers         | 2     |
| 3   | Da Silva           | Pohang Steelers         | 1     |
| 3   | Moon Min-kwi       | Pohang Steelers         | 1     |
| 3   | Santos             | Pohang Steelers         | 1     |
| 3   | Yang Chen          | Shenzhen Jianlibao      | 1     |
| 3   | Kim Dae-eui        | Suwon Samsung Bluewings | 1     |
| 3   | Kim Dong-hyun      | Suwon Samsung Bluewings | 1     |
| 3   | Shingo Kumabayashi | Yokohama F. Marinos     | 1     |
| 3   | Hideo Ōshima       | Yokohama F. Marinos     | 1     |
| 3   | Norihisa Shimizu   | Yokohama F. Marinos     | 1     |
| 3   | Yoshiharu Ueno     | Yokohama F. Marinos     | 1     |